# Charles Ragon de Bange
Charles eller Valerand Ragon de Bange, född 17 oktober 1833 och död 9 juli 1914, var en fransk militär.
Han blev officer vid artilleriet 1857 och överste 1880. År 1882 lämnade han armén och blev generaldirektör för Cailverkstäderna, fram till 1890. 
Redan under sin militära tjänstetid gjorde de Bange sig känd som vapenkonstruktör. Han konstruerade 1877 ett system med elastisk tätning för artilleripjäser, som fått sitt namn efter honom. Han konstruerade även ett flertal lätta och tunga artilleripjäser.